# Arctia wambachi
Arctia wambachi là một loài bướm đêm thuộc phân họ Arctiinae, họ Erebidae.